# Habitatge al carrer Sant Domènec, 26 (Cervera)
Habitatge al carrer Sant Domènec, 26 és una obra de Cervera (Segarra) protegida com a Bé Cultural d'Interès Local.

## Descripció
Edifici cantoner situat entre els carrers Sant Domènec i Santa Maria, formant part del nucli antic de Cervera. La casa, que ha sofert diverses transformacions al llarg del temps, consta de planta baixa, entresolat, dos pisos i golfes. La part baixa de l'edifici sembla que conserva més l'aparença original, deixant a la vista els carreus, regulars i ben escairats. La resta de l'immoble, en canvi, té el parament arrebossat. Del conjunt, destaquen els grans carreus de pedra picada que s'aprecien al carrer Santa Maria i a la cantonada, també la porta principal d'arc rebaixat, decorat amb una motllura. Pel que fa a la façana del carrer Sant Domènec, les portes són més senzilles, també tenen la forma d'arc rebaixat. A cada planta hi ha cinc obertures, a la façana del carrer Santa Maria s'alternen les finestres amb els balcons. La zona de golfes està definida per òculs el·líptics.